# Aliaksandr Trashchyla
Aliaksandr Trashchyla (Minsk, 16 de janeiro de 1960) é um ex-atleta soviético, campeão mundial do revezamento 4x400 m no Campeonato Mundial de Atletismo de 1983 em Helsinque, Finlândia.